# Carnitin
Carnitin ist eine chemische Verbindung, die in zwei isomeren Formen vorkommt.
Eine davon, L-Carnitin (INN: Levocarnitin), wird in Lebewesen aus den Aminosäuren Lysin und Methionin hergestellt und spielt eine essentielle Rolle im Energiestoffwechsel beim Transport von Fettsäuren zwischen Cytosol und den Zellorganellen wie den Mitochondrien.

## Stereoisomerie
Carnitin ist chiral, da es ein Stereozentrum enthält. Es gibt somit zwei Enantiomere, die (R)-Form [(–)-L-Carnitin] und die (S)-Form [(+)-D-Carnitin].
Dem D-Carnitin kommt praktisch keinerlei Bedeutung zu; wenn Carnitin ohne Deskriptor erwähnt wird, ist immer L-Carnitin gemeint.
| Isomere von Carnitin |                                        |                           |
| Name                 | L-Carnitin                             | D-Carnitin                |
| Andere Namen         | (R)-Carnitin (–)-Carnitin Levocarnitin | (S)-Carnitin (+)-Carnitin |
| Strukturformel       | L-Carnitin                             | D-Carnitin                |
| CAS-Nummer           | 541-15-1                               | 541-14-0                  |
| CAS-Nummer           | 406-76-8 (DL)                          |                           |
| EG-Nummer            | 208-768-0                              | 625-884-0                 |
| EG-Nummer            | 206-976-6 (DL)                         |                           |
| ECHA-Infocard        | 100.007.972                            | 100.154.337               |
| ECHA-Infocard        | 100.006.343 (DL)                       |                           |
| PubChem              | 10917                                  | 2724480                   |
| PubChem              | 288 (DL)                               |                           |
| DrugBank             | DB00583                                | –                         |
| DrugBank             | – (DL)                                 |                           |
| Wikidata             | Q20735709                              | Q27108687                 |
| Wikidata             | Q243309 (DL)                           |                           |

## Rolle im Stoffwechsel
L-Carnitin reagiert im Stoffwechsel mit Fettsäuren, wodurch aktivierte Fettsäuren entstehen. Carnitin übt diese Funktion im Wechselspiel mit Coenzym A aus. Fettsäuren können nur gebunden an L-Carnitin durch die Mitochondrienmembranen transportiert werden. Über das Carnitin-Acyltransferase-System werden Fettsäuren der β-Oxidation zugeführt.
Im Darm wird aus L-Carnitin durch die Darmflora zuerst Trimethylamin und in Folge Trimethylaminoxid gebildet.

## Synthese
Der menschliche Körper kann L-Carnitin aus den Aminosäuren Methionin und Lysin selbst bilden, nimmt es jedoch hauptsächlich über Fleisch auf.
L-Carnitin kann über verschiedene Wege im industriellen Maßstab gewonnen werden. Beispielsweise über einen die körpereigene Biosynthese imitierenden biotechnologischen Prozess: In großen Fermentationsbehältern wird dabei die Vorstufe von L-Carnitin (γ-Butyrobetain) mit Hilfe von gramnegativen Bakterien (Rhizobien) in L-Carnitin umgesetzt.

## Vorkommen
L-Carnitin befindet sich in großen Mengen in rotem Fleisch, insbesondere in Schaf- und Lammfleisch. Geflügelfleisch dagegen ist carnitinärmer, während vegetarische Lebensmittel wenig oder gar kein L-Carnitin enthalten. Bei einer gemischten Kost werden täglich zwischen 100 und 300 mg L-Carnitin durch die Nahrung aufgenommen, im Gegensatz zu Ovo-Lakto-Vegetariern, die nur 15–25 % dieser Menge aufnehmen, während der Anteil bei veganer Kost um die 3–10 % liegt. Der restliche Bedarf wird durch die endogene Synthese gedeckt, wenn die essentiellen Kofaktoren Vitamin C, Vitamin B6, Niacin und Eisen in ausreichender Menge zur Verfügung stehen. Die Bioverfügbarkeit von L-Carnitin aus der Nahrung beträgt 54 bis 87 %. Die Resorption hängt stark vom Carnitingehalt der Nahrung, aber auch von deren Zusammensetzung ab.
Der Gesamtbestand an L-Carnitin im Körper beträgt etwa 20–25 g, wobei der Anteil in Geweben mit hohem Fettsäuremetabolismus besonders hoch ist. In Herz- und Skelettmuskulatur sind 98 % der Reserven von Carnitin gespeichert. Über die Nieren werden täglich etwa 20 mg in den Urin ausgeschieden. Der Normalwert des L-Carnitins im Plasma liegt zwischen 40 und 60 µmol/l, wovon etwa 70–85 % als freies Carnitin verfügbar sind. Der Rest liegt mit einer Fettsäure verestert als Acylcarnitin vor.
Da L-Carnitin wasserlöslich ist, wird es bei einer Hämodialyse mit aus dem Blut der Nierenpatienten entfernt. Dies hat die Folge, dass Dialysepatienten sehr niedrige L-Carnitin-Blutwerte haben. Patienten mit fortgeschrittener Niereninsuffizienz nehmen häufig L-Carnitin, entweder oral oder intravenös, um diese Verluste wieder auszugleichen.

### L-Carnitingehalte in Lebensmitteln
L-Carnitingehalte in Lebensmitteln in mg pro 100 g Lebensmittel
| Lebensmittel               | L-Carnitin mg/100 g | Lebensmittel    | L-Carnitin mg/100 g | Lebensmittel            | L-Carnitin mg/100 g | Lebensmittel                   | L-Carnitin mg/100 g |
| -------------------------- | ------------------- | --------------- | ------------------- | ----------------------- | ------------------- | ------------------------------ | ------------------- |
| Fleischextrakt             | 36-86               | Kalb            | 69,7–105            | Pilze                   | 1,3–15              | Muttermilchersatz              | 1–4,3               |
| Reh, Hirsch, Elch, Rentier | 35–193              | Wildschwein     | 18–46               | Geflügel                | 4,3–13,3            | Speiseöl, Butter, Margarine    | 0–1,1               |
| Schaf, Ziege               | 16,7–190            | Fleischprodukte | 1,2–38,6            | Meerestiere             | 1,7–13,2            | Cerealien (Brot, Nudeln, Reis) | 0,33–0,75           |
| Pferd, Känguru             | 117–166             | Kaninchen       | 10,2–24,4           | Käse                    | 0,6–12,7            | Nüsse                          | 0,02–0,67           |
| Rind                       | 45–143              | Hausschwein     | 14,4–24             | Milch, Molkereiprodukte | 2,1–9,7             | Gemüse                         | 0,05–0,53           |
| Hase                       | 44,1–120            | Wildvögel       | 3–21,1              | Brühen                  | 1,1–6,1             | Obst                           | 0,01–0,35           |

## Forschungsgeschichte
Carnitin wurde erstmals im Jahr 1905 von Wladimir Gulewitsch und dessen Mitarbeiter Robert Krimberg isoliert. Sie präparierten darüber hinaus ein Platinsalz von Carnitin und bestimmten die Summenformel; die korrekte Strukturformel fand Krimberg im Jahr darauf. Carnitin wurde auch etwa zur selben Zeit von Friedrich Kutscher in Marburg gefunden, der es Novain nannte und ihm eine nicht zutreffende Strukturformel zuordnete. Bald darauf bewies Krimberg, dass beide Stoffe identisch sind. Im Jahr 1952 wurde es von Gottfried Fraenkel mit dem von ihnen isolierten Insekten-Wachstumsfaktor Vitamin {\displaystyle B_{T}} identifiziert. Dies führte unmittelbar zur Entdeckung von dessen Rolle im Fettstoffwechsel und in den Mitochondrien.
Im Jahr 2013 konnte von dem Forscherteam um Robert A. Koeth L-Carnitin als ein Hauptfaktor bei der Entstehung von Trimethylaminoxid (TMAO) im Darm nachgewiesen werden. Die Studie zeigte anhand von Experimenten mit Mäusen und Menschen, dass bestimmte Darmbakterien L-Carnitin zu Trimethylaminen verstoffwechseln, welche weiterhin über die Leber durch Flavin-abhängige Monooxygenasen zu Trimethylaminoxid umgebaut werden. Entsprechende Bakterien gehörten insbesondere dann zur Darmflora, wenn jemand regelmäßig Fleisch isst. Trimethylaminoxid wurde bei den untersuchten Fleischessern in viel größerem Maß gebildet als bei Vegetariern.

## Gesundheitliche Aspekte
Trimethylaminoxid beschleunigte in tierexperimentellen Studien die Entwicklung einer Arteriosklerose. Es wird vermutet, dass TMAO den Cholesterintransport aus der Zelle unterdrückt. Dadurch komme es zur Ablagerung von Cholesterin an den Gefäßwänden, was die Entstehung von Arteriosklerose begünstige. Der von Koeth et al. nachgewiesene Zusammenhang zwischen L-Carnitin und der Entstehung von TMAO liefert nach Überzeugung des Forscherteams eine schlüssige Erklärung für den in vielen Studien beobachteten Zusammenhang zwischen hohem Konsum von rotem Fleisch und der damit einhergehenden höheren Rate von Herz-Kreislauf-Erkrankungen. Eine Interventionsstudie, um die schädliche Wirkung des TMAOs auch beim Menschen nachzuweisen, steht jedoch noch aus. Die Übersichtsarbeit von Ussher et al. verweist darauf, dass eine Vielzahl von Studien demgegenüber gesundheitlich nützliche Eigenschaften des L-Carnitin-Konsums demonstriert hätten – nämlich gegen Stoffwechselstörungen einschließlich Insulinresistenz der Skelettmuskulatur und koronarer Herzerkrankung. Außerdem sei Speisefisch eine signifikante TMAO-Quelle. Fischkonsum und Fischölsupplementierung könnten jedoch positive Effekte bezüglich kardiovaskulärer Gesundheit zeigen.
Patienten mit einer systemischen primären Carnitindefizienz (SPCD) erhalten Carnitin als Nahrungsergänzungsmittel. Weiterhin wird Carnitin als Fatburner verwendet.

### Carnitin als „Fettverbrenner“
Die zusätzliche Einnahme von Carnitin wird in Studien kontrovers diskutiert. Wissenschaftler des Institutes für Lebensmittelwissenschaft und Ökotrophologie der Universität Hannover stellten 1994 zusammenfassend fest, „dass L-Carnitin keine eigenständige Eigenschaft als ‚Fatburner‘ und ‚Schlankheitsmittel‘ zukommt.“ Der carnitinabhängige Fettsäuretransport erfolge bereits bei physiologischen Carnitinkonzentrationen mit Maximalgeschwindigkeit. Eine Umsatzsteigerung durch zusätzliche Carnitingaben sei daher auszuschließen. Aus Humanstudien geht hervor, dass Carnitinsupplemente zwar zu einem Anstieg der Carnitinwerte im Blut führen, eine entsprechende intrazelluläre Erhöhung lässt sich allerdings nicht belegen. Die Verbraucherzentrale Nordrhein-Westfalen äußert sich über Carnitin als Nahrungsergänzungsmittel und angeblichen Fatburner wie folgt:

„Die Behauptung, dass der Körper zur Herstellung von 1 g Carnitin 34 g Muskel abbauen müsse, ist schlicht falsch, er nutzt dafür Eiweißbausteine aus der Nahrung. Eine zusätzliche Carnitin-Aufnahme in Tablettenform kann weder den Carnitingehalt in den Muskelzellen noch die Geschwindigkeit der Fettverbrennung steigern. Sie hat auch keinen Einfluss auf den Fettanteil des Körpers während einer Diät. (…) Überflüssiges Carnitin wird mit dem Urin ausgeschieden. Es ist jedoch nicht auszuschließen, dass bei einer dauerhaften hohen Zufuhr die körpereigene Carnitinbildung eingestellt wird. (…) Carnitin ist als Schlankheitsmittel genauso unwirksam wie als Leistungssteigerer, Herzstärkungs-, Potenzsteigerungs- und Antikrebsmittel.“

Im Jahr 2016 wurde in einer Metaanalyse eine begrenzte Wirksamkeit festgestellt.

### Carnitin bei Krebs
In einer randomisierten Doppelblind-Studie der Universität Greifswald konnte 2012 gezeigt werden, dass die tägliche Einnahme von 4 g L-Carnitin bei fortgeschrittenem Bauchspeicheldrüsenkrebs die gefährliche Gewichtsabnahme (Kachexie) aufhalten konnte. Während sich das Gewicht in der Kontrollgruppe um durchschnittlich 1,4 % verringerte, nahm das Gewicht in der Carnitin-Gruppe um 3,4 % signifikant zu. Auch die mediane Überlebenszeit verlängerte sich von 399 auf 519 Tage und die Aufenthaltszeit im Krankenhaus verringerte sich von 41 auf 36 Tage (nicht signifikant). Carnitin wird zur Minderung des Muskelabbaus bei Krebs untersucht.

### Carnitin als Haarwuchsmittel
L-Carnitin wird als Nahrungsergänzungsmittel und in Shampoos als Mittel gegen Haarausfall vermarktet. Außer einer kleinen Studie aus dem Jahr 2007 (19 männliche, 32 weibliche Probanden, Alter 21–60 Jahre) mit topisch appliziertem Carnitintartrat gibt es dafür keine wissenschaftliche Grundlage. Die Autoren schrieben den Effekt einer Minderung der Bildung von haarwuchshemmenden Faktoren zu.

### Acetyl-L-Carnitin zur Neuroprotektion
Nach ischämischem Schlaganfall soll die azetylierte Form Acetyl-L-Carnitin neuroprotektiv wirken.

### Carnitin bei ME/CFS
Carnitin wird bei ME/CFS und für die Fatigue-Beschwerden bei Long COVID eingesetzt.